# Titularbistum Mostene
Mostene  ist ein Titularbistum der römisch-katholischen Kirche.
Es geht zurück auf ein früheres Bistum der gleichnamigen antiken Stadt in der kleinasiatischen Landschaft Lydien im Westen der heutigen Türkei. Das Bistum gehörte der Kirchenprovinz Sardes an.
| Titularbischöfe von Mostene |                           |                                                                                        |               |                   |
| Nr.                         | Name                      | Amt                                                                                    | von           | bis               |
| 1                           | Leo Isidore Scharmach MSC | Apostolischer Vikar von Rabaul (Territorium Neuguinea/Territorium Papua und Neuguinea) | 13. Juni 1939 | 26. November 1964 |